# Podgora
Podgora falu és község Horvátországban, Split-Dalmácia megyében. A falu védőszentje Zaragozai Szent Vince.

## Fekvése
Makarska központjától 8 km-re délkeletre, Közép-Dalmáciában, a Biokovo-hegység lejtői alatt a tengerparton, a makarskai riviérán fekszik.

## A község települései
A községhez Podgorán kívül a következő falvak tartoznak: Drašnice, Igrane, Gornje Igrane és Živogošće.

## Története
A régészeti leletek tanúsága szerint a község területe már az ókorban is lakott volt. A térség első ismert népe az illírek egyik törzse a dalmátok voltak, akik a magaslatokon épített, jól védhető erődített településeikben laktak. A rómaiak hosszú ideig tartó harcok után csak az 1. században hódították meg ezt a vidéket. Az illírek elleni 9-ben aratott végső győzelem után békésebb idők következtek. A 7. században a horvát törzsek egyikeként a neretvánok telepedtek le a tengerpart, valamint a Cetina és Neretva folyók közti területen. Őket a 9. századtól említik a velencei források, mint olyan népet amely kalóztámadásokkal a velencei hajókat fosztogatja. 840-ben a neretvánok vezére Diudit nagy vereséget mért a velencei flottára, majd 887-ben a közeli Makarska vizein verték meg Pietro Candiano velencei dózse hajóhadát. A horvát állam 10. századi megalapítása után a neretvánok szoros szövetségben álltak a horvát uralkodókkal. A velenceiek a szabad hajózás érdekében kénytelenek voltak adót fizetni a horvátoknak.
A 11. században a neretvánok által uralt terület is a horvát-magyar királyok fennhatósága alá került. A 12. században hajóhaduk Omiš urait a Kačić nemzetséget szolgálta. Podgora első említése 1477-ben történt, amikor a fenyegető török veszély hatására a podgorai Ivanovićok Sumartinra, Brač szigetére menekültek. A török a 15. század végén szállta meg ezt a vidéket. A podgorai lakosság azonban soha nem nyugodott bele a török elnyomásba. 1604-ben a amikor a török hatóságok magasabb adót akartak rájuk kivetni fellázadtak és a török hatóságot meghátrálásra kényszerítették. A török uralom idején a podgoraiak lelki szolgálatát a makarskai ferences atyák látták el. A korabeli forrásokból ismert, hogy 1665-ben a makarskai püspök Marijan Lišnjić atya is itt lakott egy ideig. A térség Duare várának felszabadításával együtt 1684-ben szabadult fel végleg a több mint kétszáz éves török uralom alól. Ezután Velencei Köztársaság része lett. A török uralom végével a környező településekkel együtt újra benépesült. A lakosság főként halászattal, földműveléssel és állattartással foglalkozott, de a határhoz közeli fekvésénél fogva eleinte még gyakran kellett részt vennie a velencei-török összecsapásokban. A velencei-török háborúk idején a hegyek alatti Selo területén több kisebb-nagyobb toronyvár, Krajon pedig vár is volt. Ezeket az erősségeket később jelentőségüket elveszítve lebontották, néhányat pedig lakóházzá alakítottak át. Többnek a maradványai ma is láthatók.
A velencei uralomnak 1797-ben vége szakadt és osztrák csapatok vonultak be Dalmáciába. 1806-ban az osztrákokat legyőző franciák uralma alá került, de Napóleon lipcsei veresége után 1813-ban újra az osztrákoké lett. Ebben az időszakban épült több fontos útvonal, melyek Podgorán keresztül vezetnek 1857-ben 871, 1910-ben 1693 lakosa volt. 1918-ban az új szerb-horvát-szlovén állam, majd később Jugoszlávia része lett. A helyi kikötőben alapították meg a második világháború idején, 1942-ben a Jugoszláv Népfelszabadító Hadsereg haditengerészetét (JRM). Ennek emlékét őrzi a hatalmas Galebova Krila (Sirályszárny) emlékmű. Az olasz kapituláció után Podgora lett a székhelye a jugoszláv haditengerészeti flotilla parancsnokságának, majd 1943. októberében itt alakult meg a Jugoszláv Népfelszabadító Hadsereg 26. dalmáciai hadosztálya. A település a háború után a szocialista Jugoszláviához került. 1962-ben nagy földrengés rázta meg a vidéket, mely után Selo lakossága a biztonságosabb tengerparti Krajra települt. Az Adria-parti főút megépítése fellendítette a turistaforgalmat. 1991 óta a független Horvátországhoz tartozik. 2011-ben 1931 lakosa volt, akik már főként a turizmusból éltek.

## Lakosság
| Lakosság változása | Lakosság változása | Lakosság változása | Lakosság változása | Lakosság változása | Lakosság változása | Lakosság változása | Lakosság változása | Lakosság változása | Lakosság változása | Lakosság változása | Lakosság változása | Lakosság változása | Lakosság változása | Lakosság változása | Lakosság változása |
| ------------------ | ------------------ | ------------------ | ------------------ | ------------------ | ------------------ | ------------------ | ------------------ | ------------------ | ------------------ | ------------------ | ------------------ | ------------------ | ------------------ | ------------------ | ------------------ |
| 1857               | 1869               | 1880               | 1890               | 1900               | 1910               | 1921               | 1931               | 1948               | 1953               | 1961               | 1971               | 1981               | 1991               | 2001               | 2011               |
| 1.246              | 1.416              | 1.516              | 1.891              | 1.962              | 2.101              | 1.901              | 1.794              | 1.547              | 1.448              | 1.261              | 1.321              | 1.302              | 1.452              | 1.534              | 1.268              |

## Nevezetességei
- Gornji Podgorán áll a község Mindenszentek tiszteletére szentelt régi plébániatemploma,[4] mely 1764-ben épült. Monumentális egyhajós épület nagyméretű, félköríves apszissal, délre néző homlokzattal, dongaboltozattal. A márvány főoltárt Juraj Carić püspök szentelte fel 1907-ben. A hajóban összesen még hat oltár található, mindkét oldalon három, melyek a 18. században készültek.. Közülük négy márvány oltár van, kettő pedig fából készült márvány menzával. A templomban találhatók a község védőszentjének Szent Vincének az ereklyéi, akinek az ünnepét a Nagyboldogasszony ünnepe utáni vasárnapon ülik meg. Ebből az alkalomból számos zarándok gyűlik itt össze a környező településekről és a szomszédos Hercegovinából. Az 1813-ban épített harangtorony a homlokzat nyugati oldalán található. A tornyot 1863-ban villámcsapás érte, melynek következtében megrongálódott. Ekkor Mihovil Pavlinović plébános három emeletesre építtette át a tetején piramis alakú toronysisakkal. Így magassága 28,90 méter lett. A templomot 1974-ben kulturális védettség alá helyezték. Meg kell még említeni, hogy a templom építése előtt ezen a településrészen két régebbi templom is állt. Az egyiket a török gyújtotta fel, a másikat pedig 1667-ben földrengés döntötte le. A ma Sveti Liberannak nevezett hely, mely a mai templomtól 350 méterre északkeletre található egykor temető is volt és a legrégebbi szakrális hely a község területén.
- A Mária mennybevétele tiszteletére szentelt új plébániatemplom 1964-ben épült Ante Rožić tervei szerint. Vasbetonból épített, sátor formájú modern épület nyitott, részben üvegezett homlokzattal. A szentélyt egy szűk, hosszúkás festett üvegablak zárja le. Ez előtt áll a görög ómega betűt formázó kőből épített oltár. A templomnak nincs harangtornya, a harangot a hátsó rész tetején elhelyezett, elektromos harangként működő hangszóró helyettesíti.
- A Szent Tekla templom[5] a temető területén épült 1998-ban, a régi templom helyén, melyet az 1962-es földrengés lerombolt. A régi templomot 1720-ban építették egy még régebbi templom helyén, melyet 1626-ban Lišnjić püspöknek a Szentszékhez írt jelentésében említenek először. Helyén 1997-ben kezdődtek régészeti feltárások, melyek során megtalálták a régi templom alapfalait és a templomot a fennmaradt korabeli ábrázolások alapján a régi alapokon építették fel újra.
- A Kraj településrészen álló Jézus Szent Szíve templomot[6] 1802-ben a Mrkušić család építette a saját földjén. Tetején kis méretű kupola látható. Homlokzatán a „Djedovi su odlučili – a sinovi ostvarili” (A nagyapák elhatározták – fiaik megvalósították.) felirat látható. A templom két 18. századi misekönyvet őriz. „Ecce homo” képe ismeretlen mester alkotása a 15. vagy a 16. századból, ezen kívül még két 15. századi faszobor is található benne.
- A község területén található kápolnák közül a legrégebbi a Szent Rókus kápolna, melyet már 1672-ben említenek. Blašković püspök vizitációja során 1735-ben keresztelőkút elhelyezését rendelte el benne. A vruljai Kármelhegyi boldogasszony kápolnát szintén ezen egyházlátogatás alkalmával említik Irgalmas Szűzanya titulussal. Felirata szerint a mai kápolnát 1878-ban építtette Špiro Miličić (valószínűleg a régi helyén). A Szent Liberan kápolna az ősi plébániatemplom helyén, ahol 1715-ben Jure Luetić plébános ásatott és megtalálta a régi alapfalakat.
- A tengerparton, azon a helyen, ahol a terep meredeken ereszkedett a tengerpart felé, a Primordija szálloda mellett építették fel a „Kaštil” nevű toronyerődöt.[7] Az erőd téglalap alaprajzú, boltíves földszinttel, amely fölött részben megmaradt első emelet emelkedik a tető magasságáig. A masszív monolit kövekkel keretezett kisméretű bejárat a déli oldalon, tengerparton található. Itt látható egy kisebb ablak is, amely egykor puskalőrés lehetett. A puskalőrések a nyugati homlokzaton helyezkedtek el, a belső falakat pedig kisebb fülkék sorozata tagolta. A toronynak nincsenek stílusjegyei, tipológiailag a Candiai háború alatt létrehozott erődítmények közé tartozik. Célja az volt, hogy megvédje a lakosságot a török támadásoktól.
- A 19. század jeles írója és tanítója, Mihovil Pavlinović Podgora nyugati részén egy egyszobás kis földszintes házat épített.[8] Köréje erdőt telepített, amelynek közepén egy kőasztal volt padokkal, egy tó, egy sétány és kőből épített falak voltak. Nyáron ebben a házban maradt, írt és találkozott korának dalmáciai kulturális és politikai szereplőivel. A helyet a szakirodalom "Miholjac" néven említi.
- A podgorai közkutat[9] 1898-ban építették Podgora tengerpartján. Ma két lakóépület között, a helyi út mentén található. Történelmi források szerint a kút mellett kőpad állt, és mellé nyárfákat is ültettek. A 20. század végén a kút vízellátását elzárták, a környéket pedig megváltoztatták. A 19. század végén épült közkút a forrásvíz egykori fontosságáról beszél, amelyet ivásra és mosásra is használtak. A kút egyben olyan kommunikációs tér is volt, amely fontos szerepet játszott a település életében a lakók gyülekezési helye és a különböző társadalmi kapcsolatok kialakítására alkalmas helyként.
- A világítótorony és az Iljak-kápolna[10] Podgorje kikötőjében, az újonnan épített hullámtörőtől nyugatra a Podgorjei-öböl Kraj nevű részén található. A világítótorony mai helyét a partvidék feltöltésével hozták létre 1992 és 1993 között. A hullámtörőket és a mólót, amelyen ma Iljak található a 21. század elején alakították ki. A világítótorony és a kápolna eredetileg a tengerre épült, és a történelmi feljegyzések szerint egy fahíd kötötte össze a tengerparttal. A partvonal kitöltésével és az úttest áthelyezésével vált szükségessé az épület megfelelőbb helyre való áthelyezése.
- A település felett áll a monumentális „Galebova krila” (Sirályszárny) emlékmű, Rajko Radović szobrászművész alkotása. Az 1962-ben készült 20 méter magas emlékmű a Jugoszláv Népfelszabadító Hadsereg (NOVJ) haditengerészete (JRM) megalapításának állít emléket. 1942. december 28-án ugyanis itt alakult meg az első haditengerész csoport, melyből 1943. január 23-án létrejött az első haditengerészeti osztag. Az olasz kapituláció után Podgora lett a székhelye a jugoszláv haditengerészeti flottilla parancsnokságának, majd 1943. októberében itt alakult meg a Jugoszláv Népfelszabadító Hadsereg 26. dalmáciai hadosztálya. Az emlékművet maga Tito elnök avatta fel 1962. szeptember 10-én.

## Kultúra
A településen minden nyáron megrendezik a „Podgorsko ljeto” (Podgorai nyár) kulturális és művészeti fesztivált, melynek keretében színházi előadások, koncertek, folklórestek kerülnek megrendezésre.

## Híres emberek
- Itt született 1831. január 28-án és hunyt el 1887. május 18-án Mihovil Pavlinović horvát politikus, parlamenti képviselő, író
- Itt született 1926, április 4-én Sveto Letica admirális, vezérkari tiszt, a Horvát Haditengerészet első parancsnoka
- Itt született 1947. június 28-án Slaven Letica horvát szociológus, újságíró, politikus, egyetemi tanár
- Itt született 1915. május 26-án Srđan Mrkušić horvát válogatott labdarúgó

## Galéria
- Kikötői látkép
- Parti sétány
- A Sirályszárny emlékmű
- Podgora látképe
- Podgorai strand